# ولي عهد دبي
ولي عهد دبي هو ثاني منصب في إمارة دبي بعد حاكم الإمارة وهو من يخلف حاكم دبي في حال وفاته أو شغور منصبه لأي سبب من الأسباب. ولي عهد دبي حالياً هو سمو الشيخ حمدان بن محمد بن راشد آل مكتوم منذ 1 فبراير 2008.

## القائمة
| الاسم                                | الصورة | بداية الفترة  | نهاية الفترة   |
| ------------------------------------ | ------ | ------------- | -------------- |
| الشيخ راشد بن سعيد آل مكتوم          |        | 1939          | 10 سبتمبر 1958 |
| الشيخ محمد بن راشد آل مكتوم          |        | 4 يناير 1995  | 4 يناير 2006   |
| الشيخ حمدان بن محمد بن راشد آل مكتوم |        | 1 فبراير 2008 | حتى الآن       |